# Stenoplastis semisocia
Stenoplastis semisocia är en fjärilsart som beskrevs av Paul Dognin 1914. Stenoplastis semisocia ingår i släktet Stenoplastis och familjen tandspinnare. Inga underarter finns listade i Catalogue of Life.